# Indigofera aspera
Indigofera aspera är en ärtväxtart som beskrevs av Dc. Indigofera aspera ingår i släktet indigosläktet, och familjen ärtväxter. Inga underarter finns listade i Catalogue of Life.